# Saga Kræklinga
Saga Kræklinga é uma das sagas dos islandeses sobre o clã familiar dos Kræklingar, que se considera atualmente perdida. Existe uma teoria sobre Haukr Erlendsson e o provável uso da informação contida na saga para o seu Hauksbók, uma versão de Landnámabók.